# Le rime (gara tra 507 parole)
Le rime (gara tra 507 parole) è un singolo del rapper italiano Rancore pubblicato il 15 aprile 2022 come unico estratto dal terzo album in studio Xenoverso.

## Formazione
- Rancore – voce, direzione artistica
- Dade – produzione
- Dangelo – produzione
- Antonio Polidoro – registrazione voce
- Pino "Pinaxa" Pischetola – missaggio, mastering